# Гейнс, Лэйтем
Лэйтем Гейнс (англ. Latham Gaines; род. 3 февраля 1964, Бирмингем, Алабама, США) — американский и новозеландский актёр. Наиболее известный фильм с его участием: «Мост в Терабитию» (2007), в котором он исполнил роль писателя Билла Бёрка, отца главной героини.

## Биография
Родился в 1964 году в городе Бирмингем, штат Алабама, в семье писателя Чарльза Гейнса и художницы Патрисии Эллисор. Окончил Нью-Йоркский университет. С 1995 по 2007 год жил в Новой Зеландии, где снимался в кино и на телевидении.
Вместе со своей партнёршей Лорой в 2008 году учредил компанию «Opi and Me, LLC», которая занималась лицензированием и разработкой идей для детских игрушек.
Лэйтем и его брат Шелби Гейнс в 2019 году написали музыку к фильму Винсента Д’Онофрио «Малыш Кид».

## Личная жизнь
В 2009 году женился на актрисе Лоре Интервал (англ. Laura Interval).

## Фильмография
| Год       |    | Русское название                    | Оригинальное название               | Роль                               |
| --------- | -- | ----------------------------------- | ----------------------------------- | ---------------------------------- |
| 1995—2001 | с  | Зена — королева воинов              | Xena: Warrior Princess              | Кастор Миней богатый мужчина Зарат |
| 1996      | с  | Удивительные странствия Геракла     | Hercules: The Legendary Journeys    | Маркус капитан стражи              |
| 2002      | тф | Суперпожар                          | Superfire                           | доктор Саймон Орр                  |
| 2004      | с  | Могучие рейнджеры: Дино Гром        | Power Rangers Dino Thunder          | Энтон Мёрсер / Месогог             |
| 2005      | ф  | Самый быстрый «Индиан»              | The World's Fastest Indian          | офицер паспортной службы           |
| 2005      | ф  | Кинг-Конг                           | King Kong                           | фотограф                           |
| 2007      | ф  | Мост в Терабитию                    | Bridge to Terabithia                | Билл Бёрк                          |
| 2008      | с  | Закон и порядок: Специальный корпус | Law & Order: Special Victims Unit   | мистер Кроуфорд                    |
| 2009      | с  | Культ                               | The Cult                            | Эдвард Норт                        |
| 2018      | с  |                                     | James Patterson's Murder Is Forever | Джим Худ                           |
| 2025      | ф  | Глаза-сердечки                      | Heart Eyes                          | Нико                               |